# Parortholitha moerdyki
Parortholitha moerdyki là một loài bướm đêm trong họ Geometridae.